# Bergdaggkåpa
Bergdaggkåpa (Alchemilla connivens) är en rosväxtart som beskrevs av Robert Buser. Enligt Catalogue of Life ingår Bergdaggkåpa i släktet daggkåpor och familjen rosväxter, men enligt Dyntaxa är tillhörigheten istället släktet daggkåpor och familjen rosväxter. Arten förekommer tillfälligt i Sverige, men reproducerar sig inte. Inga underarter finns listade i Catalogue of Life.